# Quarta guerra anglo-mysore
La Quarta guerra anglo-mysore (1798–1799) fu una guerra dell'India meridionale tra il Regno di Mysore e la Compagnia britannica delle Indie orientali sotto la guida del conte di Mornington.
Questo fu l'ultimo conflitto delle Guerre anglo-mysore. Gli inglesi ottennero il controllo diretto di Mysore, restaurandovi la dinastia dei Wodeyar (sotto la tutela di un commissario britannico). Il giovane erede di Tipu, Fateh Ali venne inviato in esilio dopo la sconfitta e la morte del padre. Il regno di Mysore divenne uno stato principesco dell'Impero anglo-indiano e cedette il distretto di Coimbatore, Uttara Kannada e Dakshina Kannada al governo diretto degli inglesi. La guerra, e nello specifico la battaglia di Mallavey e l'assedio di Seringapatam, vengono narrate nella novella storica La sfida della tigre

## Lo sfondo storico
Lo sbarco di Napoleone Bonaparte in Egitto nel 1798 era inteso a catturare i possedimenti britannici in India, ed il Regno di Mysore era un punto chiave dal momento che il regnante locale, il sultano Tipu, era uno strenuo alleato della Francia. Anche se l'abilità di Horatio Nelson aveva abbattuto le ambizioni del generale francese alla Battaglia del Nilo, tre armate - una da Bombay e due britanniche (una delle quali conteneva una divisione comandata dall'allora colonnell Arthur Wellesley, futuro Duca di Wellington), marciò verso Mysore nel 1799 e ne assediò la capitale, Seringapatam, dopo molti combattimenti con le truppe di Tipu. L'8 marzo, un'ulteriore forza britannica riuscì ad impedire l'avanzata di Tipu nella Battaglia di Seedaseer. Il 4 maggio, gli eserciti alleati all'Inghilterra riuscirono ad irrompere nelle mura difensive del sultano facendo breccia ed uccidendo il sovrano.
Attualmente il luogo ove il corpo di Tipu venne ritrovato presso il cancello orientale della città fa parte degli Archaeological Survey of India, ed una targa è stata posta in memoria di quell'evento. Il cancello stesso venne poi demolito nel XIX secolo per far spazio ad una strada.
Una delle innovazioni introdotte dalle truppe del sultano che portarono a qualche successo nello scontro fu per la prima volta l'uso di razzi rudimentali sulle truppe inglesi. L'effetto di queste armi (razzi Mysore) già dalla terza guerra anglo-mysore avevano sortito un tale effetto da ispirare William Congreve ad inventare i razzi Congreve.
Molti membri della Compagnia britannica delle Indie orientali credevano che Umdat Ul-Umra il Nawab di Carnatic avesse sostenuto segretamente il sultano Tipu durante la quarta guerra angl-mysore ed immediatamente ne richiesero la deposizione al termine del conflitto.

## I razzi Mysore
Durante la guerra, vennero utilizzati in più occasioni dei rudimentali razzi. Uno di questi colpì anche il colonnello Arthur Wellesley, successivamente primo Duca di Wellington ed eroe delle guerre napoleoniche. Wellesley era stato sconfitto dal diwan di Tipu, Purnaiya, nella Battaglia di Sultanpet Tope. Ricorda Forrest:
A questo punto (presso il villaggio di Sultanpet) vi era un grande bosco ove si annidavano i razzieri di Tipu e dovevano ovviamente essere spazzati via prima che l'assedio potesse avere inizio e condotti verso l'isola di Srirangapattana. Il comandante scelto per quest'operazione fu il colonnello Wellesley, ma avanzando verso il bosco, dopo il calar della sera del 5 aprile 1799, egli venne colpito da dei razzi, venendo costretto a ritirarsi ed a "posporre l'attacco" sino a quando non vi fosse stata una migliore opportunità d'assalto.
Il giorno successivo, Wellesley lanciò un nuovo attacco in gran forza e prese l'intera posizione senza perdere nemmeno un uomo. Il 22 aprile 1799, dodici giorni prima della battaglia principali, i razzieri agivano ancora sull'accampamento britannico, "gettando un gran numero di razzi in un sol colpo" per sottolineare l'inizio di un assalto di 6 000 fanti indiani e di un corpo di fanteria francese, tutti diretti da Mir Golam Hussain e da Mohomed Hulleen Mir Miran. Questi razzi avevano una gittata di poco più di 900 m, ma alcuni bruciavano direttamente in aria senza raggiungere il bersaglio, proprio perché ancora sperimentali. Altri, chiamati razzi a terra, si muovevano ad altezza pericolosa. Secondo un osservatore britannico, un giovane ufficiale inglese di nome Bayly: «Non potevamo muoverci senza sapere di essere sotto il pericoloso tiro di missili distruttivi...» e continua:
I razzi ed i colpi di moschetto provenienti dai 20 000 uomini delle truppe nemiche erano incessanti. Non si poteva prendere fiato. Ogni piccola luce blu che si vedeva all'orizzonte era accompagnata da una pioggia di razzi, molti dei quali, attraversando la colonna intera, causarono morti e feriti.
Durante l'attacco conclusivo inglese a Seringapatam il 2 maggio 1799, un colpo di cannone britannico fece esplodere il forte del sultano Tipu, ov'era conservato il grosso dei razzi, causandone l'esplosione prima che potessero essere usati in battaglia. Nel pomeriggio del 4 maggio, quando l'attacco finale al forte venne guidato da Baird, egli venne nuovamente colpito da "un furioso fuoco di palle di moschetto e razzi", ma questo non ebbe l'effetto voluto; in circa un'ora il forte venne preso e nel giro di un'ora successiva Tipu era ormai morto e la guerra ufficialmente terminata.

## Galleria d'immagini

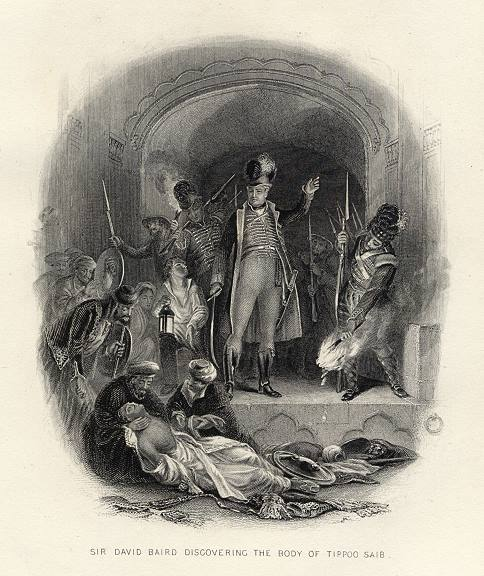
David Baird, ufficiale britannico, scopre il corpo del sultano Tipu.
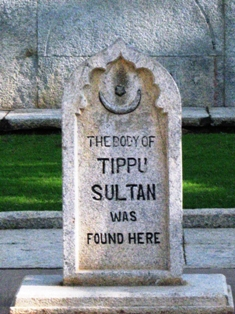
Lapide che mostra il luogo ove venne ritrovato il corpo del sultano Tipu.
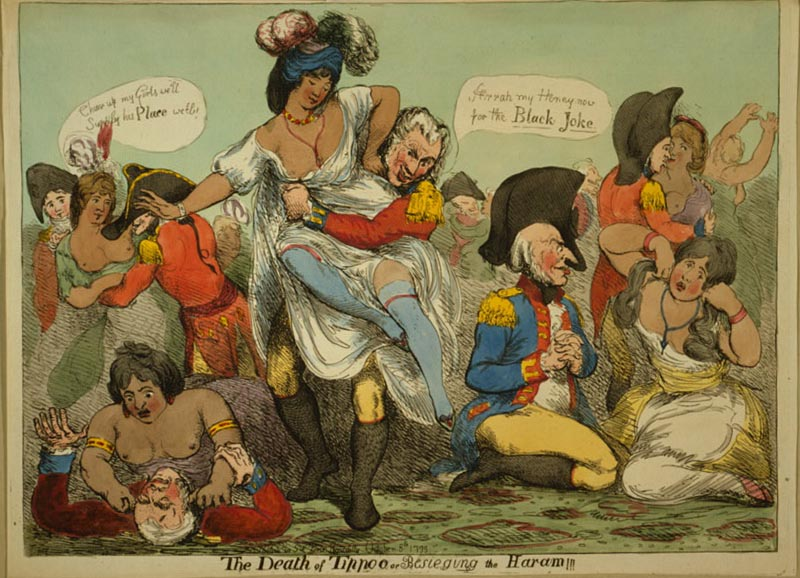
Forze britanniche assaltano l'harem di Mysore in una vignetta satirica d'epoca.